# 사이토 히데오

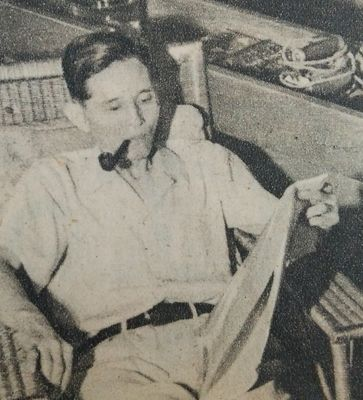
사이토 히데오

사이토 히데오(齋藤秀雄)는 일본의 첼리스트, 지휘자이다.

## 같이 보기
- 에마누엘 포이어만
- 오자와 세이지